# Свещено земеродно рибарче
Свещеното земеродно рибарче (Todiramphus sanctus) е вид птица от семейство Halcyonidae.

## Разпространение
Видът е разпространен в Австралия, Индонезия, Източен Тимор, Нова Каледония, Нова Зеландия, Норфолк, Папуа Нова Гвинея, Соломоновите острови и Уолис и Футуна.